# Bangladese luchtmacht
De Bangladese luchtmacht (Bengaals: Bangladesh Biman Bahini) is de luchtmacht van het Zuidoost-Aziatische land Bangladesh.

## Geschiedenis
Na de onafhankelijk van Bangladesh (Oost-Pakistan) van Pakistan in 1971 kreeg het land een aantal vliegtuigen en helikopters van India. Er waren ook vijf F-100 Sabres-gevechtsvliegtuigen die waren achtergelaten door de Pakistaanse luchtmacht.
Op 28 september 1973 werd de Bangladese luchtmacht officieel opgericht. Hierna kocht het land nieuwe gevechtsvliegtuigen, transportvliegtuigen en helikopters van de Sovjet-Unie. Vanaf 1977 werd ook de Volksrepubliek China leverancier van gevechtsvliegtuigen. Frankrijk midden jaren 1980 en de Verenigde Staten midden jaren 1990 leverden een aantal kleinere trainingsvliegtuigen. Met Amerikaanse steun bekwam het land ook enkele C-130's.

## Luchtmachtbases
De Bangladese luchtmacht opereert vanaf vier grote bases:
- Luchtmachtbasis Bashar nabij de hoofdstad Dhaka bestaat uit twee bases:
  - Dhaka-Tejgaon met twee helikoptersquadrons op de oude internationale Luchthaven Dhaka.
  - Dhaka-Kurmitola, de hoofdbasis voor gevechtsvliegtuigen op de internationale Luchthaven Zia.
- Luchtmachtbasis Bogra, nabij Bogra.
- Luchtmachtbasis Matiur Rahman nabij Jessore op de Luchthaven Jessore.
- Luchtmachtbasis Zahurul Haque nabij Chittagong op de internationale Luchthaven Shah Amanat.

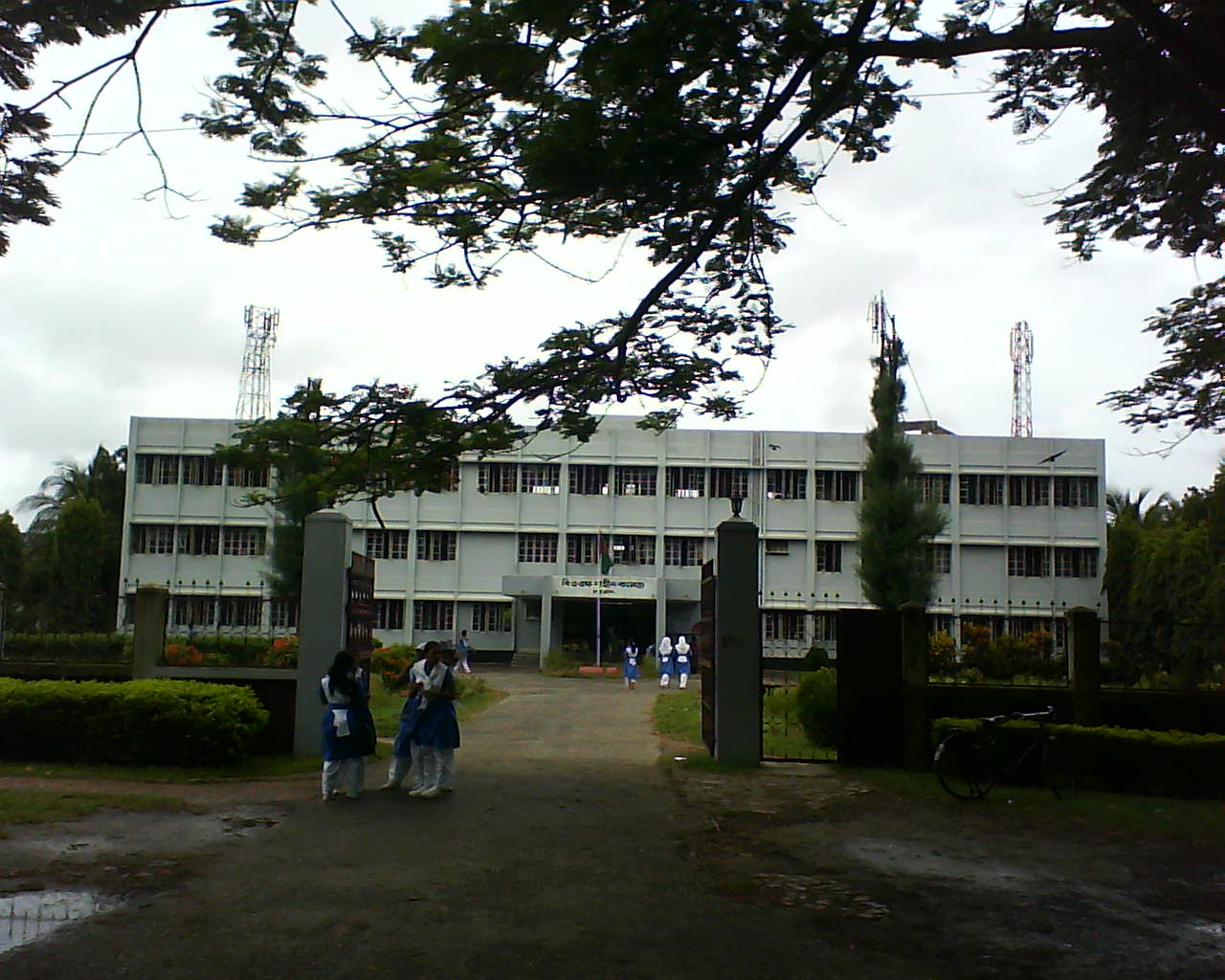
Het Shaheen-luchtmachtcollege in Chittagong; 2010.
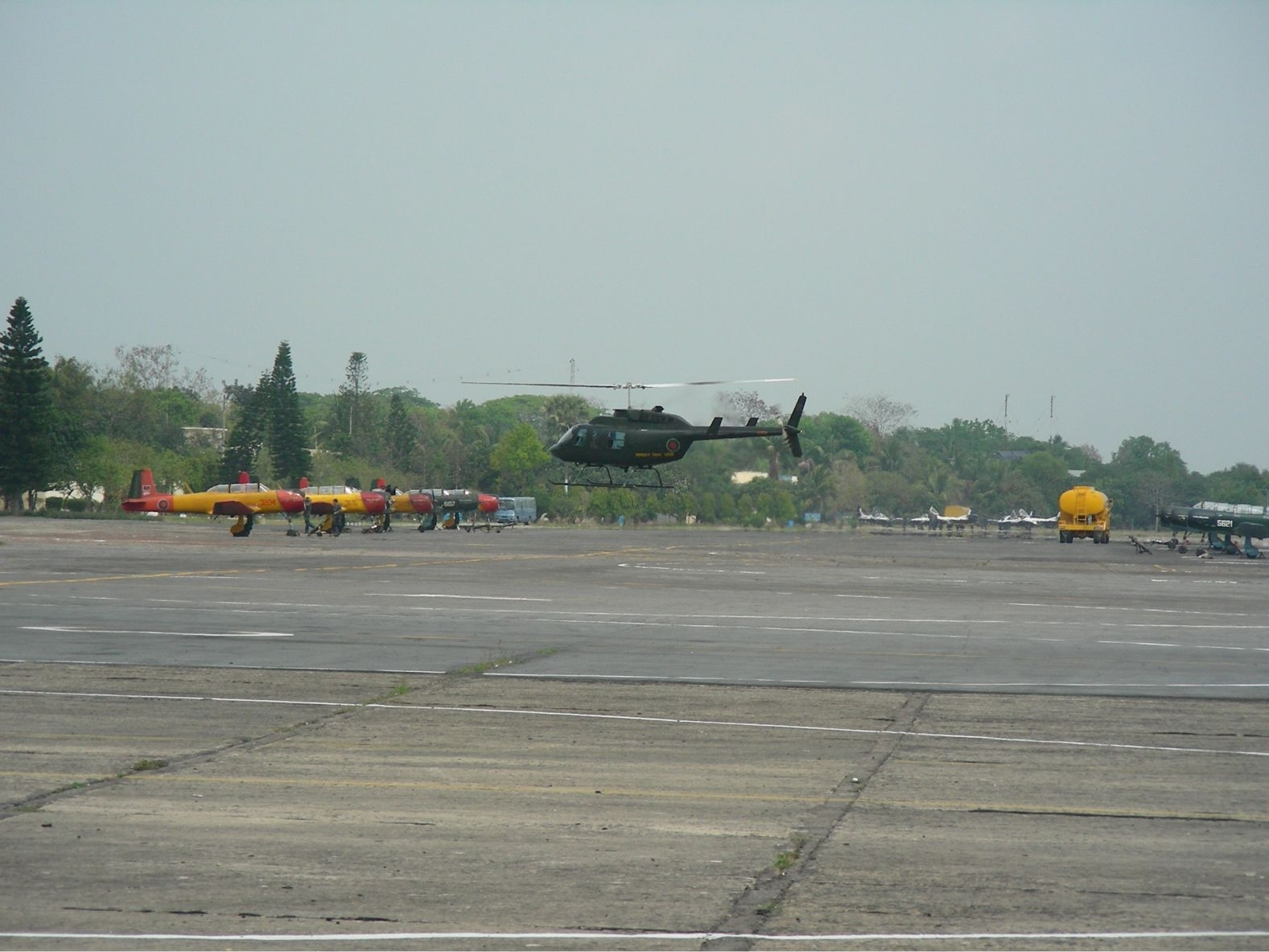
Een Bell 206 op de basis in Jessore; 2011.

## Inventaris

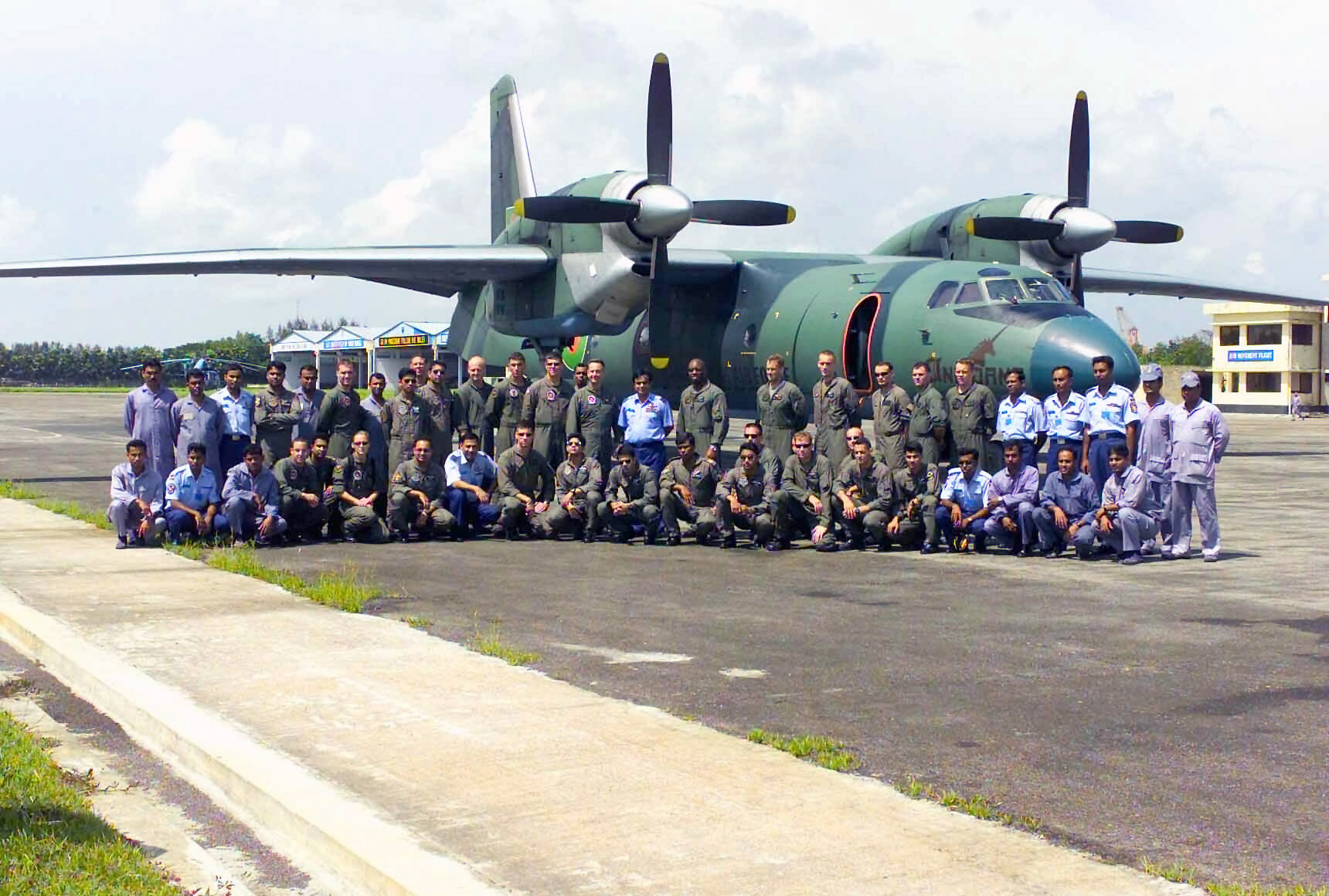
Groepsfoto voor een Antonov An-32B; 2002.

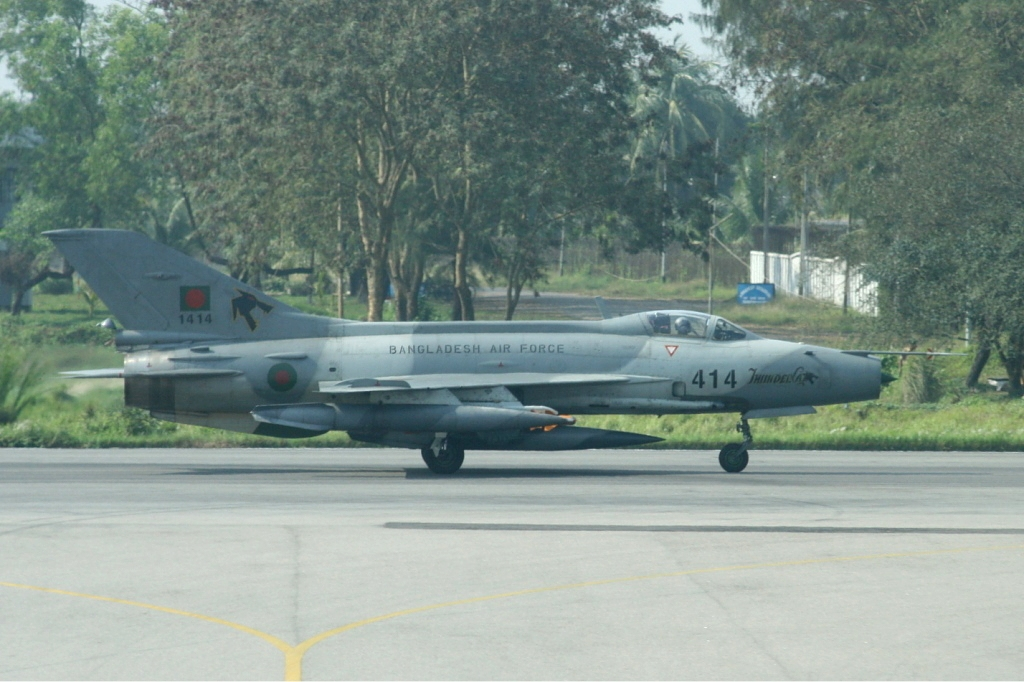
Een Chendu F-7.

| Toestel                   | Versie(s)           | # (or.)     | Rol                    | Herkomst             |             |
| Vliegtuigen               | Vliegtuigen         | Vliegtuigen | Vliegtuigen            | Vliegtuigen          | Vliegtuigen |
| ------------------------- | ------------------- | ----------- | ---------------------- | -------------------- | ----------- |
| Aero L-39 Albatros        | L-39ZA              | 32          | training lichte aanval | Tsjechië             |             |
| Antonov An-32             |                     | 3           | transport              | Sovjet-Unie Oekraïne |             |
| Cessna T-37               | T-37B               | 12          | training               | Verenigde Staten     |             |
| Chengdu F-7               | F-7BG F-7MB F-7B    | 24 36 16    | gevecht                | China                |             |
| Fouga Magister            | CM.170              | 8           | training               | Frankrijk            |             |
| Lockheed C-130 Hercules   | C-130B              | 5           | transport              | Verenigde Staten     |             |
| Mikojan-Goerevitsj MiG-29 | MiG-29 MiG-29UB     | 6 2         | gevecht                | Sovjet-Unie          |             |
| Nanchang A-5              | A-5C                | 26          | aanval                 | China                |             |
| Shenyang F-6              | FT-6                | 16          | training               | China                |             |
| Helikopters               |                     |             |                        |                      |             |
| Bell 206                  | 206L                | 12+         | varia                  | Verenigde Staten     |             |
| Bell 212                  |                     | 30+         | varia                  | Verenigde Staten     |             |
| Mil Mi-17                 | Mi-17 Mi-171 Mi-172 | 32 16 8     | varia                  | Rusland              |             |